# Simon Poulsen
Simon Busk Poulsen (* 7. října 1984, Sønderborg, Dánsko) je dánský fotbalista, který od roku 2015 hraje na postu obránce v nizozemském klubu PSV Eindhoven. Mimo Dánska hrál v Itálii a Nizozemsku.

## Klubová kariéra
S Janovem podepsal tříletý kontrakt 27. srpna 2012. V roce 2014 se vrátil do nizozemského klubu AZ Alkmaar, kde již působil v letech 2008–2012. V květnu 2015 podepsal dvouletý kontrakt s PSV Eindhoven.

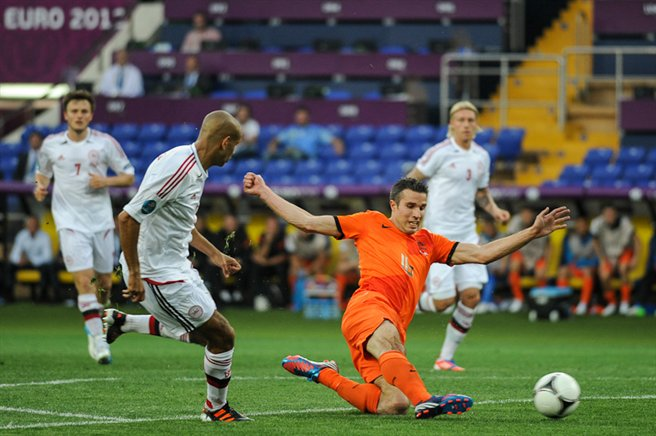
Simon Poulsen sleduje střílejícího nizozemského útočníka Robina van Persieho během zápasu Mistrovství Evropy 2012.

## Reprezentační kariéra

### Mládežnické reprezentace
Simon Poulsen hrál za dánské reprezentační výběry od kategorie do 19 let. S reprezentací do 21 let se v roce 2006 zúčastnil Mistrovství Evropy hráčů do 21 let, které se konalo v Portugalsku. Dánům se na turnaji příliš nevedlo, se dvěma body skončili po remízách s Itálií (3:3) a Nizozemskem (1:1) a prohře s Ukrajinou (1:2) na poslední čtvrté příčce základní skupiny B.

### A-mužstvo
V A-týmu Dánska zažil debut 28. března 2007 pod trenérem Mortenem Olsenem v Duisburgu v přátelském utkání s domácím Německem. Byla to vítězná premiéra, Dánsko porazilo soupeře 1:0, Poulsen nastoupil na hřiště v 77. minutě (za stavu 0:0).
Nastoupil i v kvalifikaci na MS 2014. Hrál např. v utkání s Českou republikou na Andrově stadionu v Olomouci 22. března 2013, kde Dánsko porazilo ČR 3:0. Hrál v základní sestavě i v dalším kvalifikačním utkání 26. března 2013 v Kodani proti hostujícímu Bulharsku, které skončilo remízou 1:1. Dánsko získalo z 5 zápasů jen 6 bodů a kleslo na čtvrté místo za Českou republiku.
Účast Simona Poulsena na vrcholových turnajích:
- Mistrovství světa 2010 v Jihoafrické republice - základní skupina E
- EURO 2012 v Polsku a Ukrajině - základní skupina B

#### Mistrovství světa 2010
Zúčastnil se Mistrovství světa 2010 v Jihoafrické republice, kde se Dánsko utkalo v základní skupině E postupně s Nizozemskem (14. června, prohra 0:2), Kamerunem (19. června, výhra 2:1) a Japonskem (24. června, prohra 1:3). Odehrál všechna tři utkání v základní sestavě. Dánsko skončilo se třemi body na nepostupovém třetím místě tabulky a se světovým šampionátem se rozloučilo.

#### EURO 2012
Poulsen hrál i na Euru 2012, kde se Dánsko střetlo v základní skupině B („skupina smrti“ - nejtěžší základní skupina na turnaji) postupně s Nizozemskem (9. června, výhra 1:0, dostal žlutou kartu), Portugalskem (13. června, prohra 2:3) a Německem (17. června, prohra 1:2). Ke všem třem zápasům nastoupil v základní sestavě, Dánsko získalo 3 body a umístilo se na třetí příčce, což na postup do čtvrtfinále nestačilo.